# بسام الصالحي
بسام أحمد عمر الصالحي (1960-) هو سياسي فلسطيني، انتخب أميناً عاماً لحزب الشعب الفلسطيني عام 2008 ونائب في المجلس التشريعي الفلسطيني عن قائمة البديل في انتخابات 2006، وأحد أعضاء اللجنة التنفيذية لمنظمة التحرير الفلسطينية.

## سيرته
ولد بسام الصالحي في مخيم الأمعري للآجئين في مدينة رام الله من أسرة تنحدر من مدينة اللد المحتلة التي هجروا منها على أثر النكبة الفلسطينية في العام 1948، درس المرحلة الإبتدائية في مدارس وكالة غوث وتشغيل اللاجئين الفلسطينيين (أونروا). إلتحق بجامعة بيرزيت قرب رام الله 1978، وواصل دراسته فيها حتى نال شهادة الماجستير في الدراسات الدولية 1997 وأثناء دراسته بالجامعة انتخب رئيس لمجلس إتحاد الطلبة لمدة عامين (1979- 1981)، خلال هذه الفترة قاد نضال الحركة الطلابية ضد إتفاقات كامب ديفيد، وبسبب ذلك أعتقل في السجون الإسرائيلية عدة مرات وفرضت عليه الإقامة الجبرية، كما نشط في الإنتفاضة الفلسطينية الأولى وكان عضو للقيادة الوطنية الموحدة وأعيد إعتقاله في العام 1990 لمدة 3 سنوات.

## مناصب شغلها
شغل الصالحي العديد من المناصب منها:
- عضوية لجنة التوجيه الوطني.
- عضو في المجلس الوطني الفلسطيني.
- عضو في المجلس المركزي لمنظمة التحرير الفلسطينية.
- عضو في لجنة متابعة ملف الجدار العنصري في محكمة لاهاي وكان ضمن الوفد الفلسطيني لحضور جلسات المحكمة.
- عضو في فريق المتابعة الذي كرس نشاطاته لحشد الدعم الدولي لمساندة الشعب الفلسطيني.
- تولى منصب وزير الثقافة في الحكومة الفلسطينية المشكّلة في مارس/آذار 2007.

## صدر له
وله العديد من الكتب والدراسات الفكرية والسياسية. 
- تطور القيادة الفلسطينية في الضفة وغزة من عام 1967 إلى 1991.

- القيادة الموحدة والتنظيمات الإسلامية ومنظمة التحرير في انتفاضة 1987.
- منظمة التحرير... الحصن الأخير ومنفذ التغيير، 2016.
- إنهاء الانقسام وتغيير الواقع الذي خلَفه، 2016.